# Ornica
Ornìca [oɾˈniːka] (Örnìga [øɾˈniɡa] in dialetto bergamasco) è un comune italiano di 128 abitanti della provincia di Bergamo in Lombardia. Situato nella valle dell'Olmo, appartenente alla val Stabina, a sua volta laterale dell'alta Val Brembana, si trova a circa 33 chilometri a nord-ovest del capoluogo orobico.

## Geografia fisica

### Territorio
Il borgo, posto alle pendici del Pizzo Tre Signori, (2.554 m) dove il torrente Valle D'Inferno, si incontra con il torrente che scende dal Monte Valletto (2.371 m), è inserito in un contesto montano, presenta numerose possibilità di escursioni adatte a tutte le esigenze. Il principale è indubbiamente la Valle d'Inferno, dalla quale partono numerosi itinerari naturalistici.

## Storia

### Le origini e il toponimo
Si pensa che i primi insediamenti stabili in questa zona siano riconducibili all'epoca delle invasioni barbariche, quando le popolazioni soggette alle scorrerie si rifugiarono in luoghi remoti, al riparo dall'impeto delle orde conquistatrici. In particolar modo si presume che siano stati gli abitanti della vicina Valsassina ad arrivare per primi (presumibilmente attorno al VI secolo), come testimoniano alcuni toponimi uguali tra le due zone. In tal senso fu a lungo legata alla pieve di Primaluna, situata nella suddetta valle.
Il toponimo ha origine proprio in questi periodi in cui la colonizzazione dell'uomo era ancora molto rada ed il territorio era ricoperto da estesissimi boschi di frassini (in latino fraxinus ornus) che caratterizzavano il territorio a tal punto da darne il proprio nome.

### Il medioevo
Nel IX secolo il territorio passò sotto il controllo del Sacro Romano Impero, il quale poi lo lasciò alla diocesi di Milano.
In epoca medievale in questo piccolo borgo, unitamente ai vicini comuni della val Stabina, si sviluppò una fiorente attività estrattiva di materiali ferrosi, con il conseguente sviluppo di attività ad esse legate, quali la lavorazione del ferro in chiodi tramite magli azionati dai numerosi corsi d'acqua che attraversano il territorio comunale. Si narra che il ferro arrivasse dalla Valle di Scalve e dalla val Seriana, e per la sua lavorazione venisse impiegato un elevato numero di addetti. In questo periodo il comune non godeva di autonomia amministrativa, ma era aggregato al grande comune della Valle Averara, che comprendeva anche Cassiglio, Mezzoldo, Santa Brigida, Cusio, Averara ed Olmo al Brembo.
Lo sfruttamento delle potenzialità del territorio mise questa piccola valle al centro delle mire delle signorie dei Torriani prima e dei Visconti poi. Questo grazie anche alla presenza del Passo di Salmurano che permetteva di mettersi in collegamento con il vicino territorio dei Grigioni, favorendo il commercio tra le due zone.

### Età moderna
Il tutto continuò anche con l'arrivo della Serenissima che, a differenza dei predecessori, garantì numerosi sgravi all'intera zona. Nel 1647 il borgo ottenne l'autonomia amministrativa, separandosi dagli altri comuni limitrofi, proprio nel periodo in cui imperversò un'epidemia di peste che sterminò la popolazione, che si ridusse da 176 a 42 abitanti.
Il termine della dominazione veneta ed il conseguente avvento della Repubblica Cisalpina portò grandi cambiamenti ad Ornìca, che si trovò inglobato nel cantone dell'alta Valle Brembana, con capoluogo a Piazza, e si vide revocati numerosi privilegi che la Repubblica di San Marco aveva assicurato per secoli all'intera zona.

### Età contemporanea
Gli anni seguenti videro succedere alla dominazione francese quella austriaca, che si caratterizzò per la costruzione della prima strada carrozzabile con la quale si poteva comodamente raggiungere il paese.
Dal 1859, Ornica venne annessa al Regno d'Italia, senza più annoverare episodi di rilievo, se non la progressiva chiusura delle miniere, che diedero inizio ad un lento ma inesorabile processo di spopolamento. Questo venne parzialmente attenuato dallo sviluppo turistico che ha dato nuovo impulso all'economia locale, aiutata anche dal rilancio dei prodotti tipici locali, in particolar modo in ambito caseario.

### Simboli
Lo stemma e il gonfalone sono stati concessi con decreto del presidente della Repubblica del 2 dicembre 1998.
Oltre alla lettera O, iniziale del nome del comune, gli elementi nello stemma simboleggiano il lavoro, in particolare quello agricolo e industriale che caratterizzano questa zona della Bergamasca.
Il gonfalone è un drappo partito di giallo e d’azzurro.

## Monumenti e luoghi d'interesse

### Architetture religiose
- Chiesa parrocchiale di Sant'Ambrogio risalente al XIV secolo.
- Santuario della Madonna del Frassino. Di notevole interesse è il Santuario della Madonna del Frassino che venne edificato nel XVII secolo in seguito alla concessione di una grazia. Al riguardo la leggenda narra che un viandante, catturato da banditi sulla via del valico di Salmurano e legato ad un albero, fece in quegli attimi richiesta di aiuto alla Madonna. A seguito della sua immediata liberazione fece erigere una cappelletta che ben presto venne ampliata fino a diventare una chiesa. Il nome originario era Santuario Beata Vergine del Prato del Forno, visto che nella zona era presente un forno per la fusione del ferro, ma venne cambiato quando il forno in questione cadde in disuso, assumendo la denominazione Santuario del Frassino, prendendo spunto dal nome della pianta a cui il protagonista venne legato. All'interno si possono ammirare numerosi affreschi e decorazioni, ancora in ottimo stato di conservazione, e il Cristo morto con due angeli di Francesco Zaganelli.

## Società

### Evoluzione demografica

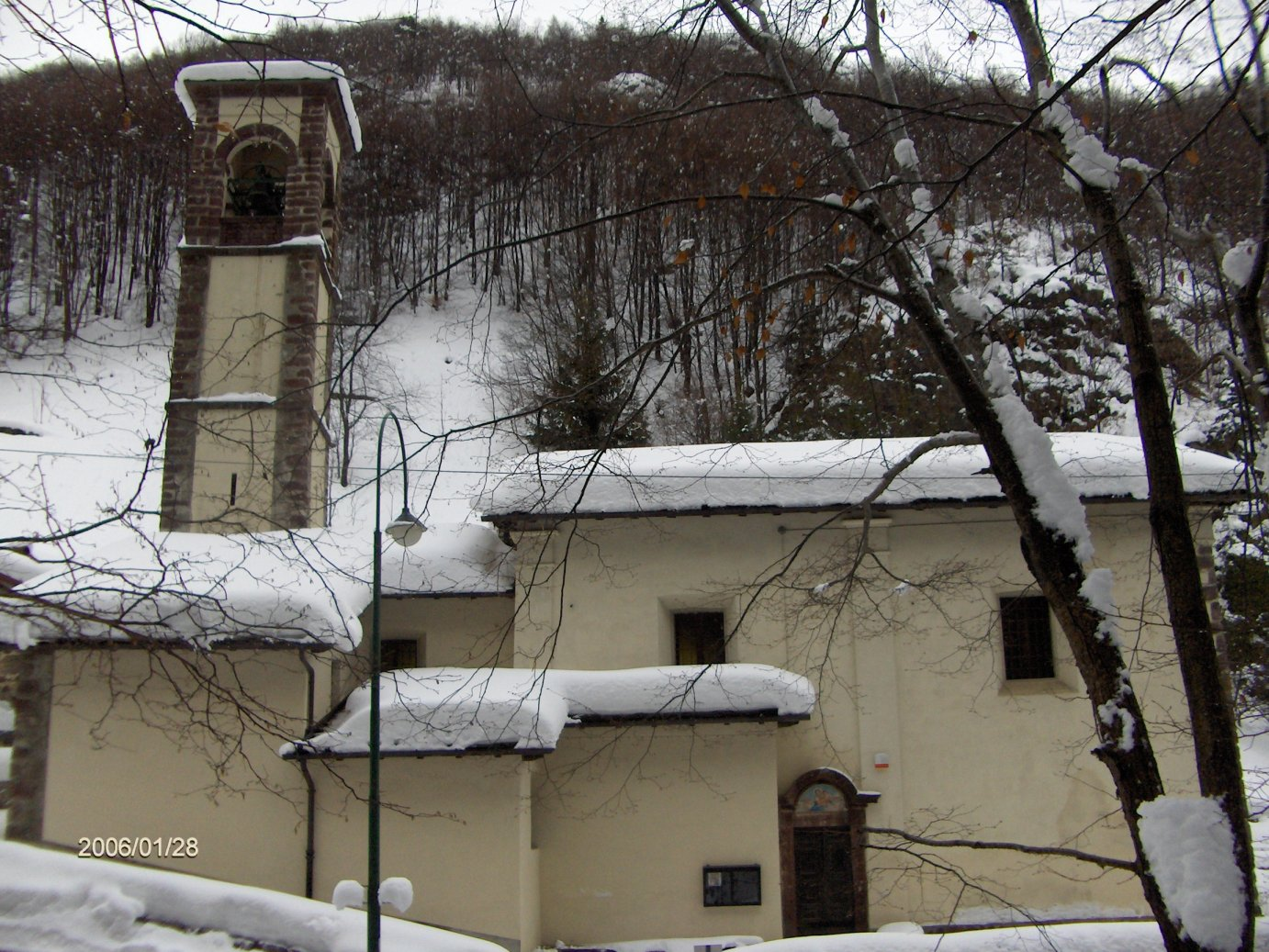
Madonna del Frassino

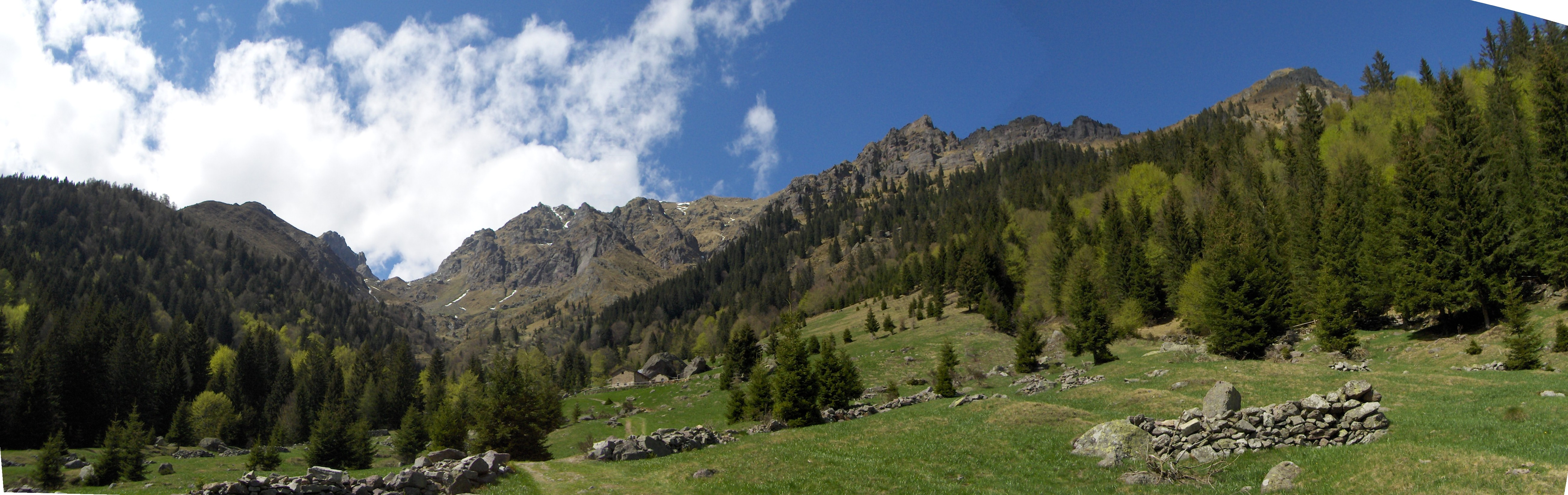
valle d'Inferno

Abitanti censiti

## Geografia antropica

### Contrade
Di seguito l'elenco completo delle contrade :
- Ornìca (Centro Storico)
- Rasega
- Sirta
- Fusinetta

## Economia

### Turismo
Ornìca è sede del primo Albergo diffuso della Lombardia, gestito dalla Cooperativa Donne di Montagna, le cui stanze sono sparse tra le case del centro storico del paese.

## Amministrazione
| Periodo | Periodo | Primo cittadino     | Partito                      | Carica  | Note |
| ------- | ------- | ------------------- | ---------------------------- | ------- | ---- |
| 1985    | 1990    | Marino Milesi       | lista civica                 | Sindaco |      |
| 1990    | 1995    | Ermenegildo Milesi  | lista civica                 | Sindaco |      |
| 1995    | 1999    | Ambrogio Quarteroni | lista civica                 | Sindaco |      |
| 1999    | 2004    | Ambrogio Quarteroni | lista civica                 | Sindaco |      |
| 2004    | 2009    | Sergio Milesi       | lista civica                 | Sindaco |      |
| 2009    | 2014    | Ambrogio Quarteroni | lista civica                 | Sindaco |      |
| 2014    | 2019    | Ambrogio Quarteroni | lista civica Vivere a Ornica | Sindaco |      |
| 2019    | 2024    | Colomba Milesi      | lista civica Vivere a Ornica | Sindaco |      |